# Mont Préneley
Le mont Préneley est situé à l'extrême sud du massif du Morvan, en Bourgogne-Franche-Comté, France, environ 3 km au nord-ouest du mont Beuvray.
Il culmine à 855 m et est le troisième point le plus élevé du Morvan après le Haut-Folin (901 m) et le Grand Montarnu (857 m).
Du point de vue hydrologique, le mont Préneley est une charnière : l'une de ses pentes est orientée vers le bassin de la Loire, tandis que l'autre donne sur le bassin de la Seine. Depuis celle-ci, de multiples sources donnent naissance à l'Yonne après avoir alimenté la tourbière du Port des Lamberts.
Il fait partie du réseau Natura 2000 pour sa forêt typiquement morvandelle et une tourbière protégée pour sa valeur écologique. L'intérêt paysager a également été reconnu à travers le classement du site au titre de la « Loi 1930 ».
Le mont Préneley est propriété du conseil départemental de la Nièvre depuis 1999. Il est géré au titre des espaces naturels sensibles dont les objectifs sont la préservation du site et la sensibilisation du public. Ainsi, le « sentier d'interprétation des sources de l'Yonne » a été aménagé : une boucle de 2,5 km accessible à partir du lieu-dit le Port des Lamberts sur la commune de Glux-en-Glenne.

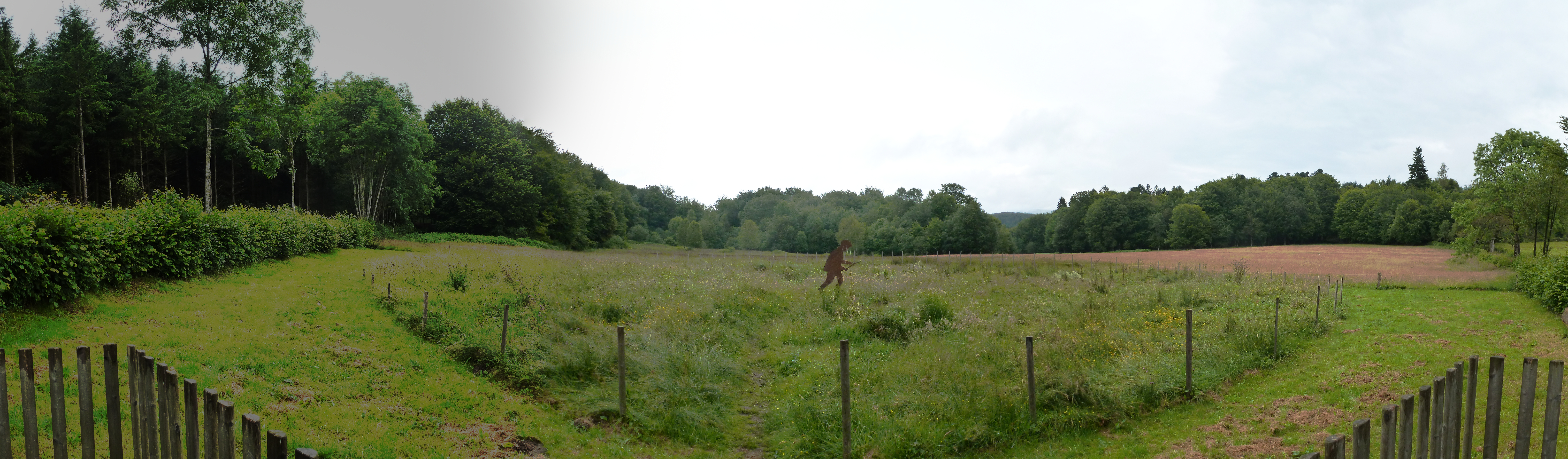
Tourbière de la source de l'Yonne, à Glux-en-Glenne.